# 1. slovenská národní hokejová liga 1975/1976
1. slovenská národní hokejová liga 1975/1976 byla 7. ročníkem jedné ze skupin československé druhé nejvyšší hokejové soutěže.

## Systém soutěže
Všech 12 týmů se utkalo čtyřkolově každý s každým (celkem 44 kol). Tým na prvním místě se utkal s vítězem 1. ČNHL v sérii na čtyři vítězné zápasy. Vítěz této série postoupil do nejvyšší soutěže.
Poslední tým po základní části sestoupil do divize. V případě sestupu slovenského týmu z nejvyšší československé soutěže by sestupoval i předposlední tým.

## Základní část
| Poř. | Tým                            | Zápasy | Výhry | Remízy | Prohry | Skóre   | Body |
| ---- | ------------------------------ | ------ | ----- | ------ | ------ | ------- | ---- |
| 1.   | LB Zvolen                      | 44     | 31    | 3      | 8      | 232:108 | 67   |
| 2.   | Iskra Smrečina Banská Bystrica | 44     | 25    | 6      | 13     | 191:171 | 56   |
| 3.   | SMZ Spartak Dubnica nad Váhom  | 44     | 21    | 11     | 12     | 163:117 | 53   |
| 4.   | HK Dukla Trenčín               | 44     | 25    | 2      | 17     | 230:148 | 52   |
| 5.   | Partizán Liptovský Mikuláš     | 44     | 23    | 3      | 18     | 194:163 | 49   |
| 6.   | Strojárne Martin               | 44     | 19    | 7      | 18     | 180:197 | 45   |
| 7.   | ZVL Skalica                    | 44     | 16    | 7      | 21     | 166:185 | 39   |
| 8.   | AC Nitra                       | 44     | 15    | 9      | 20     | 148:174 | 39   |
| 9.   | LS Poprad                      | 44     | 15    | 6      | 23     | 152:204 | 36   |
| 10.  | ZPA Prešov                     | 44     | 14    | 6      | 24     | 112:179 | 34   |
| 11.  | ZVL Žilina                     | 44     | 13    | 5      | 25     | 155:212 | 32   |
| 12.  | Spartak BEZ Bratislava         | 44     | 11    | 4      | 29     | 155:220 | 26   |

- Tým LB Zvolen postoupil do kvalifikace o nejvyšší soutěž, kde se utkal s vítězem 1. ČNHL TJ Gottwaldov, se kterým však prohrál 3:4 na zápasy (0:6, 2:4, 4:1, 3:1, 3:5, 4:1, 2:4).
- Tým Spartak BEZ Bratislava sestoupil do divize. Nováčkem od dalšího ročníku se stal vítěz hokejových divizí ŽS Spišská Nová Ves.

## Kádr LB Zvolen
- Brankaři: Herczeg, Popelár
- Hráči v poli: Bačiak, Chudoba, M.Gregor, Mojžiš, Trávnik, Slavík, Longa, Letko, Mikula, Podkonický, Prokeš, Tomanec, Šindelář, Pryl, Z. Beck, Fillo, Diettrich, Vávra, R.Zábojník, Supuka, Šeliga, Suchánek
- Trenéři: B. Guryča, M. Kimian